# الجراحة في مشافي الضواحي (كتاب)
كتاب الرعاية الجراحية في مشافي الضواحي؛ من إصدارات منظمة الصحة العالمية صدر عام 2003 ويقع في 514 صفحة وتوفر المنظمة العديد من ملفات العروض التقديمية الداعمة له لشرح فصوله واستعمال هذه الشروح في التعليم.

## مقدمة الكتاب
هذا الدليل هو نتاج لدمج وتطوير مجموعة سابقة من الدلائل الإرشادية وهي:
- General Surgery at the District Hospital (WHO, 1988)
- Surgery at the District Hospital: Obstetrics Gynaecology,Orthopaedics and

Traumatology (WHO, 1991)
- Anaesthesia at the District Hospital (WHO, 1988; second edition 2000)[5]

## الجزء الأول تنظيم الخدمة الجراحية في مشافي الضواحي

### تنظيم وإدارة الخدمة الجراحية في مشافي الضواحي
- ماهية مشافي الضواحي

- القيادة والإدارة

- الأخلاقيات

- التعليم

- حفظ السجلات

- التقييم

- التخطيط للكوارث والحوادث.

### الحقل الجراحي: إنشاء بيئة للجراحة
- ضبط العدوى والعقامة

- الأجهزة

- غرفة العمليات

- التنظيف والتعقيم و التطهير

- التخلص من النفايات.

## الجزء الثاني أساسيات الممارسة الجراحية

### المريض الجراحي
- مقاربة المريض الجراحي

- المريض الطفل.

### التقنيات الجراحية
- التعامل مع الأنسجة

- القطب وتقنيات القطب

- الوقاية.

### الإجراءات الجراحية الأساسية
- تدبير الجرح

- جروح وتهتكات خاصة

- الحروق

- الأجسام الأجنبية

- التهاب الهلل (النسيج الضام) والخراجات

- الاستئصال والخزعة.

## الجزء الثالث البطن

### فتح البطن والرضح البطني
- فتح البطن
- الرضح (التراوما) البطني

### الحالات البطنية الحادة
- التقييم والتشخيص

- انسداد الأمعاء

- التهاب البيرتوان

- المعدة والاثناعشري

- المرارة

- الزائدة (المصران الأعور).

### الفتق في جدار البطن
وفيه سبع عناوين عن أنواع الفتوق وعلاجها الجراحي

### المجرى البولي والعجان
- المثانة

- الإحليل

- العجان perineum

## الجزء الرابع الرعاية النسائية الطارئة

### ارتفاع ضغط الدم في الحمل
- ارتفاع ضغط الدم

- التقييم والتدبير

- الولادة

- رعاية بعد الولادة

- ضغط الدم المزمن

- اختلاطات

### تدبير تقدم الطلق البطيء
- المبادئ العامة

- تقدم الطلق البطيء

- تقدم الطلق

- الإجراءات الجراحية

### النزف في الحمل والولادة
- النزف

- التشخيص والتدبير الأولي

- تدبير خاص

- الإجراءات

- الرعاية التالية والمتابعة

## الجزء الخامس الإنعاش والتخدير

### الإنعاش والتحضير للتخدير والجراحة
- تدبير الطوارئ والإنعاش القلبي الرئوي

- حالات أخرى تقتضي الملاحظة السريعة

- فتح الوريد

- السوائل والأدوية

- أدوية الإنعاش

- تقييم ما حول الجراحة والتحريات

- قضايا التخدير في حالة الطوارئ

- الحالات الطبية المهمة للمخدر.

### التخدير العملي
- التخدير العام

- التخدير خلال الحمل وللولادة الجراحية

- تخدير الأطفال

- التخدير التوصيلي

- تقنيات التخدير حسب النموذج

- مراقبة المريض المخدر

- تدبير ما بعد العمل الجراحي.

### البنية التحتية للتخدير والمؤن اللازمة
- معدات ومؤن المشافي من مختلف المستويات

- التخدير والأوكسجين

- النار والانفجار والمخاطر الأخرى

- الرعاية والصيانة للأدوات (المعدات).

## الجزء السادس الرضوح وتقويم العظام

### تدبير الرضح الحاد
- المشهد العام للرضح

- مبادئ الرعاية الأولية للرضح

- المراحل الستة للرعاية الأولية للرضح

- الإجراءات.

### التقنيات في جراحة التقويم العظمي
- الجر

- الجبائر

- تطبيق التثبيت الخارجي

- التصوير التشخيصي

- العلاج الفيزيائي

- فتحات ثاقبة للقحف.

### الرضح العظمي
- إصابات الأطراف العليا

- اليد

- كسور الحوض والفخذ

- إصابات الأطراف السفلى

- إصابات العمود الفقري

- الكسور عند الأطفال

- البتر

- الاختلاطات

- الرضوح المرتبطة بالحروب.

### التقويم العظمي العام
- المشاكل الولادية ومشاكل النمو

- أورام العظام

- العدوى

- الحالات التنكسية.

## ملحق
دليل العناية الأولية بالرضح: تدبير الرضح في الأمكنة البعيدة والضواحي